# Вабкентский район
Вабкентский район (узб. Vobkent tumani, Вобкент тумани) — административная единица в Бухарской области Узбекистана. Был образован в 1926 году. Административный центр — город Вабкент.
В районе расположены 44 археологических, 16 архитектурных памятника и 1 достопримечательность культурного наследия Узбекистана. Самыми известными из них считаются: Вабкентский минарет, мазары Махмуда Инджира Фагнави и Чашма-Айюб, один из трёх мазаров бибилейского святого Иова в Средней Азии.

## История
19 марта 1959 года к Вабкентскому району был присоединён Пешкунский район.

## Административно-территориальное деление
По состоянию на 1 января 2011 года, в состав района входят:
- Город районного подчинения

1. Вабкент.

- 2 городских посёлка:

1. Харгуш,
2. Ширин.

- 11 сельских сходов граждан:

1. Имамказыхан,
2. Кипчак,
3. Кумушкент,
4. Кунград,
5. Пирмаст,
6. Рахкент,
7. Хайрабатча,
8. Халач,
9. Харгуш,
10. Эхсон,
11. Янгикент.